# Aniela Kowalska
Aniela Kowalska z domu Wasilewska (ur. 2 października 1905 w Łodzi zm. 2 grudnia 1997 w Warszawie) – historyk literatury, profesor Uniwersytetu Łódzkiego.
Córka Stanisława i Leontyny z Czerniejewskich.
W 1925 zdała maturę w prywatnym gimnazjum humanistycznym Heleny Miklaszewskiej w Łodzi. Studia filologiczne odbyła na Uniwersytecie Jagiellońskim. W latach 1931–1939 była nauczycielką języka polskiego w łódzkich szkołach. W okresie okupacji hitlerowskiej uczestniczyła w tajnym nauczaniu w Warszawie. Od 1949 była wykładowcą Wyższej Szkoły Pedagogicznej w Łodzi (do 1951). Następnie pracowała na Uniwersytecie Łódzkim; w 1969 została profesorem UŁ, pełniła funkcję kierownika Zakładu Współczesnej Literatury Polskiej Uniwersytetu Łódzkiego.
Wchodziła w skład redakcji Prac Polonistycznych, przewodniczyła Komisji Historii Literatury Łódzkiego Towarzystwa Naukowego. Badania naukowe prowadziła w zakresie: czasopiśmiennictwa i życia literackiego w okresie romantyzmu w kraju, twórczości Norwida, recepcji kultury i literatury polskiej w Anglii, twórczości Josepha Conrada; zajmowała się także dydaktyką literatury polskiej w szkole średniej: wydała opracowania metodyczne Dżumy A. Camusa i wierszy Norwida.
Autobiografię naukową Anieli Kowalskiej pt. Moje dwa Uniwersytety (Jagielloński i Łódzki) zawiera praca zbiorowa Moja droga do nauki, wydana przez Łódzkie Towarzystwo Naukowe (Łódź, 1997 ISBN 83-85879-87-0).

## Najważniejsze prace
- Andrzej Frycz Modrzewski. Warszawa: Czytelnik, 1947 (seria: Polscy Pisarze Polityczni i Społeczni z. 1).
- Conrad (1896–1900): strategia wrażeń i refleksji w narracjach Marlowa. Łódź, Wrocław: Zakład Narodowy im. Ossolińskich, 1973 (seria: Prace Wydziału I Językoznawstwa, Nauki o Literaturze i Filozofii ISSN 0076-0404 nr 74)
- Conrad i Gombrowicz w walce o swoją wybitność. Warszawa: Państwowy Instytut Wydawniczy, 1986 ISBN 83-06-01211-9.
- Diariusz kultury łódzkiej: 1945–1947. Łódź: Łódzkie Towarzystwo Naukowe, 1977 (seria: Szlakami Nauki ISSN 0082-1314 nr 16) – współautor Jan Trzynadlowski.
- Dżuma Alberta Camusa. Warszawa: Państwowe Zakłady Wydawnictw Szkolnych, 1968 (seria: Biblioteka Analiz Literackich ISSN 0519-7929 nr 29).
- Echa ciągle żywe: o kulturze i sprawie polskiej w Anglii przed i po powstaniu listopadowym. Warszawa: Czytelnik, 1982 ISBN 83-07-00749-6.
- John Bowring, tłumacz i propagator literatury polskiej w Anglii. Łódź, Wrocław: Zakład Narodowy im. Ossolińskich, Wydawnictwo PAN, 1965 (Prace Wydziału I Językoznawstwa, Nauki o Literaturze i Filozofii ISSN 0076-0404 nr 62).
- Mochnacki i Lelewel współtwórcy życia umysłowego Warszawy i kraju 1825–1830. Warszawa: Państwowy Instytut Wydawniczy, 1971.
- "Momus" Alojzego Żółkowskiego 1820–1821: karta z dziejów prasy i sceny warszawskiej. Warszawa: Państwowy Instytut Wydawniczy, 1956.
- Od utopii do antyutopii. Warszawa: Wydawnictwa Szkolne i Pedagogiczne, 1987 ISBN 83-02-02595-X.
- Warszawa literacka w okresie przełomu kulturalnego 1815–1822. Warszawa: Państwowy Instytut Wydawniczy, 1961 (seria: Biblioteka Syrenki).
- Wiersze Cypriana Kamila Norwida. Warszawa: Wydawnictwa Szkolne i Pedagogiczne, 1978 (seria: Biblioteka Analiz Literackich ISSN 0519-7929 nr 53); wyd. 2 Warszawa: WSiP, 1983 ISBN 83-02-02166-0.

liczne artykuły na łamach Prac Polonistycznych, Polonistyki, Przeglądu Humanistycznego, Twórczości, Kultury i Społeczeństwa.